# Ann Eleonora Jørgensen
Ann Eleonora Jørgensen (født 16. oktober 1965 i Hjørring) er en dansk skuespiller.
Hun har spillet med i en lang række teaterforestillinger på nogle af Danmarks førende scener bl.a. Mungo Park, Aveny-T og Grønnegårds Teatret. I den brede befolkning er hun dog bedst kendt for sin deltagelse i tv-serien TAXA (1997-1999) og sine filmroller i Forbrydelser og Italiensk for begyndere, for hvilken hun vandt en Robert for årets kvindelige birolle.
I 2005 medvirkede hun i Jul i Valhal som Tove og fortsættelsen Guldhornene, og i Tørklædemonologerne.
Ved Robert-prisen 2018 vandt
Ann Eleonora Jørgensen i kategorien Årets kvindelige hovedrolle - tv-serie, for sin rolle i Herrens Veje.

## Filmografi

### Spillefilm
| År   | Titel                       | Rolle                           | Noter                             |
| ---- | --------------------------- | ------------------------------- | --------------------------------- |
| 1998 | Når mor kommer hjem         | Linda                           |                                   |
| 1999 | Den bedste af alle verdener | Irina                           |                                   |
| 2000 | Italiensk for begyndere     | Karen                           | Robert-pris for kvindelig birolle |
| 2001 | At klappe med een hånd      | Helene                          |                                   |
| 2003 | 2 ryk og 1 aflevering       | Mathildes mor                   |                                   |
| 2004 | Forbrydelser                | præstinden Anna                 |                                   |
| 2004 | Agata e la tempesta         | Pernille Margarethe Kierkegaard |                                   |
| 2007 | Guldhornene                 | Tove                            | julekalender                      |
| 2008 | Fatso                       | dansk prostitueret              | norsk film                        |

### Tv-fiktion
| År   | Titel                      | Rolle                                  | Noter                                |
| ---- | -------------------------- | -------------------------------------- | ------------------------------------ |
| 1993 | Slaget på tasken           | Louise                                 |                                      |
| 1993 | En succes                  |                                        |                                      |
| 1997 | Bryggeren                  | Ottilia Stegman                        |                                      |
| 1997 | Jakobs liste               | sygeplejerske                          |                                      |
| 1997 | TAXA                       | jurist Nina Boye-Larsen                |                                      |
| 2000 | Pyrus i alletiders eventyr | Pyrus' fe                              | julekalender                         |
| 2001 | Hotellet                   | Lene Dupont                            |                                      |
| 2001 | Den serbiske dansker       | Lotte Espersen                         |                                      |
| 2004 | Helligtrekongersaften      | Olivia                                 |                                      |
| 2005 | Georgisches Liebeslied     | Valentina                              |                                      |
| 2005 | Jul i Valhal               | Tove                                   | julekalender                         |
| 2006 | Kronprinsessen             | dansk minister                         |                                      |
| 2007 | Forbrydelsen               | mordofferets mor, Pernille Birk Larsen |                                      |
| 2011 | Lykke                      | Charlotte                              |                                      |
| 2013 | Spies of Warsaw            | Olga Musser                            |                                      |
| 2017 | Herrens veje               | provstefruen Elisabeth Krogh           | Robert-pris for kvindelig hovedrolle |

## Familie
Ann Eleonora Jørgensen er gift og har to børn.